# 名古屋市立明豊中学校
名古屋市立明豊中学校（なごやしりつめいほうちゅうがっこう）は、名古屋市南区豊二丁目に所在する公立中学校。

## 部活動
- サッカー部（男）[3]
- ソフトテニス部（男女）[3]
- バスケットボール部（女）[3]
- ハンドボール部（女）[3]
- 剣道部（男女）[3]
- 美術部（男女）[3]
- 野球部(男女)

## 通学区域
- 名古屋市立明治小学校区および名古屋市立伝馬小学校区を通学区域としている[4]。

## アクセス
- 名鉄常滑線豊田本町駅より徒歩約10分[2]
- 名古屋市営地下鉄（名古屋市交通局）名城線堀田駅もしくは熱田神宮伝馬町駅より徒歩約25分[2]
- 名古屋市営バス（名古屋市交通局）豊二丁目停留所より徒歩約5分[2]